# Pintor de Konnakis

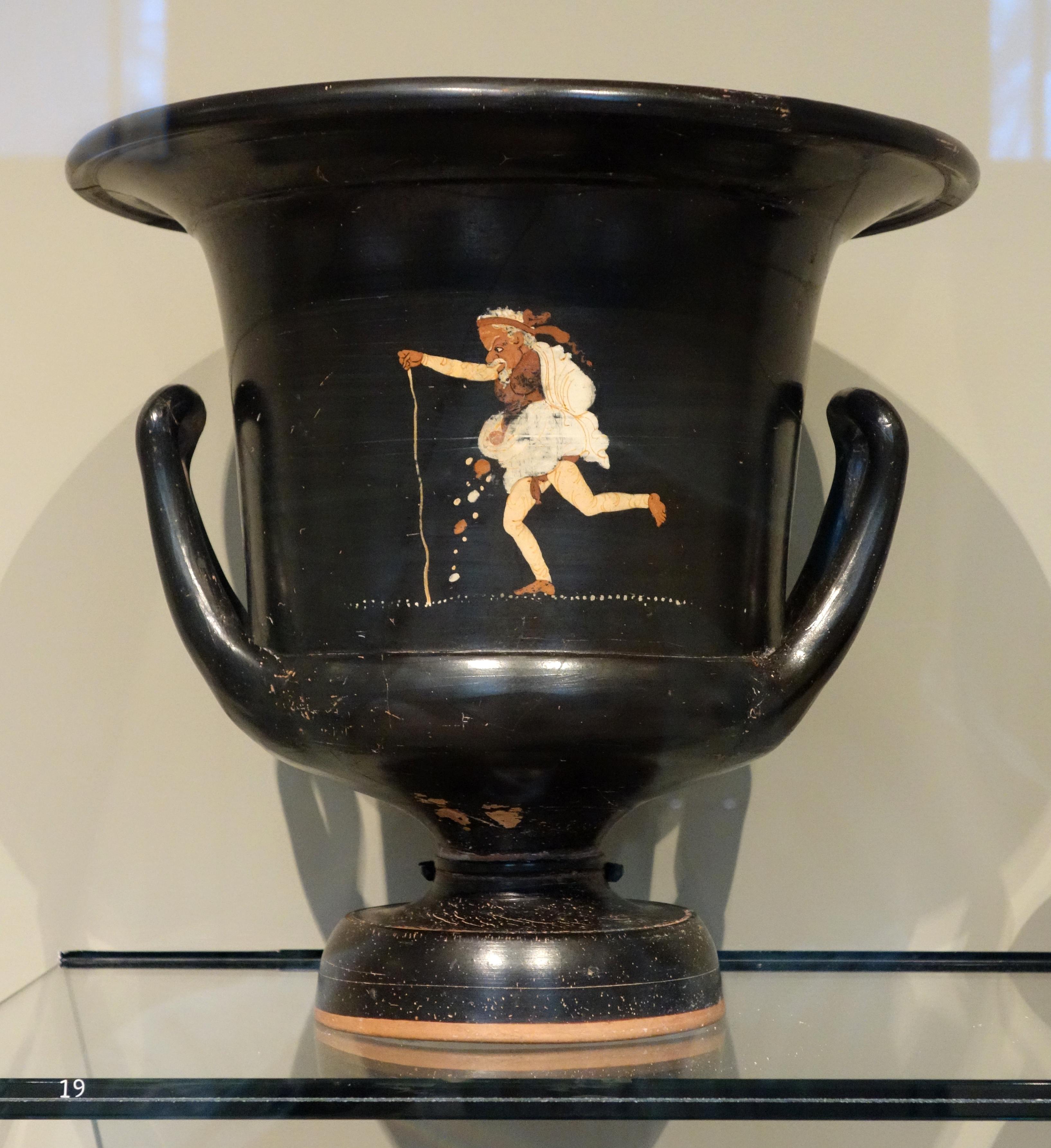
Crátera de cáliz decorada con el estilo de Egnacia con una escena de farsa flíaca que representa a un anciano corriendo con frutas y pasteles. Museo de Bellas Artes de Boston.

El Pintor de Konnakis es el nombre convenido de un pintor de vasos griego de Apulia, activo alrededor de mediados del siglo IV a. C.
La cerámica del estilo de Egnacia estuvo en la primera época estrechamente vinculada a la cerámica de figuras rojas, lo que se reflejaba en la elección de las formas de los vasos y, sobre todo, de los motivos. Las bases de la nueva técnica de pintura de vasos se asocian tradicionalmente a dos nombres, el del Pintor de Konnakis y al del Pintor de Compiègne. Ambos trabajaban en un estilo similar.
Recibe su nombre de la inscripción grabada ΚΟΝΝΑΚΙΣ (las inscripciones en vasos de tipo Egnacia son raras), pintado de blanco. Otras obras (identificadas por su estilo) atribuidas a él son fragmentos de una crátera con la máscara de un actor trágico, procedente de Tarento y actualmente en Wurzburgo  y una crátera de cáliz con las erinias de Ruva, ahora en el Museo del Hermitage de San Petersburgo. Los fragmentos de una crátera de cáliz con un sátiro sosteniendo una antorcha, procedentes del Museo Paul Getty de Malibú (California), un fragmento con un sátiro del Museo Metropolitano de Nueva York (probablemente hallado en Tarento) y una crátera con un actor y una figura femenina, procedente del Museo de Bellas Artes de Boston (Massachusetts), probablemente se atribuyen al pintor Konnakis.